# 동부가시쥐
동부가시쥐 또는 아라비아가시쥐(Acomys dimidiatus)는 쥐과에 속하는 설치류이다. 넓은 분포 지역을 가지며, 중동 사막과 아프리카 강변 숲에서 널리 발견된다. 검은 색의 유일한 가시쥐 종이다. 먹이는 다른 가시쥐 종과 유사하며, 씨앗을 주로 먹는다. 동부가시쥐는 작은 설치류로 머리부터 몸까지 몸길이가 최대 17.5cm이고, 꼬리 길이는 최대 12.5cm, 몸무게는 최대 약 90g이다.